# Troian, Leova
Troian este un sat din cadrul comunei Vozneseni, raionul Leova, Republica Moldova.

## Demografie

### Structura etnică
Structura etnică a localității conform recensământului populației din 2004:
| Grup etnic                    | Populație | % Procentaj |
| ----------------------------- | --------- | ----------- |
| Bulgari                       | 199       | 61,42%      |
| Băștinași declarați Moldoveni | 113       | 34,88%      |
| Ucraineni                     | 7         | 2,16%       |
| Găgăuzi                       | 3         | 0,93%       |
| Ruși                          | 2         | 0,62%       |
| Total                         | 324       |             |